# Oudtshoorn
Oudtshoorn è una città vicina alla costa meridionale del Sudafrica, nella Provincia del Capo Occidentale, ed è la più grande città nella zona del "Little Karoo". È nota per i numerosissimi allevamenti di struzzi e per la crescente importanza sul piano turistico

## Storia
L'area di Oudtshoorn fu originariamente abitata dai San, la cui presenza è testimoniata da numerosissime pitture rupestri nelle caverne del vicino Swartberg. I primi esploratori europei giunsero nel 1689, nel corso di una spedizione commerciale che si spinse fino ad Aberdeen prima di invertire la marcia e uscire dal "Piccolo Karoo" attraverso Attaquas Kloof. Un centinaio d'anni dopo giunsero i primi coloni.
La prima costruzione del Piccolo Karoo fu una chiesa dei protestanti olandesi, eretta nel 1839 sulle sponde del fiume Grobbelaars. Oudtshoorn si sviluppò sostanzialmente intorno a questo edificio. Prese il proprio nome dal barone Pieter van Rheede van Oudtshoorn, Governatore della Colonia del Capo nel 1772. Una piccola scuola con una sola aula fu aperta nel 1858. Nel 1865 iniziò un periodo di forte depressione economica, che si concluse verso la fine degli anni 1860. Nel "boom" economico successivo alla depressione, Oudtshoorn si trasformò rapidamente da paese a città. Fondamentale in questo progresso fu l'industria dell'allevamento degli struzzi.
Le penne di struzzo erano estremamente popolari negli ultimi decenni del XIX secolo, soprattutto come ornamenti per i cappelli. Gli agricoltori della zona di Oudtshoorn furono lungimiranti e decisero di convertire tutto il terreno all'allevamento di struzzi e alla coltivazione di erba medica, con cui gli struzzi venivano nutriti. Oudtshoorn conobbe un nuovo momento di crisi economica nel 1885, ma si riprese alla fine della Seconda guerra boera. Un'altra crisi si ebbe intorno al 1914, e molti agricoltori della zona tornarono a coltivazioni tradizionali.

## Economia
Le due attività principali di Oudtshoorn sono l'allevamento di struzzi e il turismo. Dal punto di vista turistico, Oudtshoorn gode della vicinanza con diverse località di grande interesse, come le grotte Cango, famose per le straordinarie stalattiti e stalagmiti, e lo Swartberg Pass, un celebre passo panoramico. Nella città stessa molti allevamenti di struzzi offrono visite guidate per i turisti e una fattoria (il Cango Wildlife Ranch) si è convertita nel tempo in una sorta di zoo. Oudtshoorn è anche il punto di partenza della strada 62, la cosiddetta Wine Route, spesso percorsa dai turisti alla ricerca di degustazioni degli ottimi vini della zona.

## Eventi culturali
Dal 1994 la città di Oudtshoorn ospita il Klein Karoo Nasionale Kunstefees, importante festival di arti in lingua afrikaans a scadenza annuale della durata di otto giorni. In base al numero di visitatori è anche il più grande festival d'arte del Paese.